# Conspirator
Conspirator is een Amerikaans-Britse film noir in zwart-wit uit 1949 onder regie van Victor Saville. De film is gebaseerd op de gelijknamige roman uit 1948 van Humphrey Slater en werd destijds in Nederland uitgebracht onder de titel De samenzweerder.

## Verhaal
Michael Curragh is een Engelse majoor die als overtuigd communist spionage pleegt voor de Sovjets. Hij trouwt hals over de kop met een Amerikaans meisje, Melinda Greyton, dat langzamerhand het verraad van haar bewonderde man doorziet. Ondertussen krijgt Curragh de opdracht van de Russen om zijn vrouw te liquideren. 

## Rolverdeling
| Acteur              | Personage              |
| ------------------- | ---------------------- |
| Robert Taylor       | Majoor Michael Curragh |
| Elizabeth Taylor    | Melinda Greyton        |
| Robert Flemyng      | Kapitein Hugh Ladholme |
| Harold Warrender    | Kolonel Hammerbrook    |
| Honor Blackman      | Joyce                  |
| Marjorie Fielding   | Tante Jessica          |
| Thora Hird          | Broaders               |
| Wilfrid Hyde-White  | Lord Pennistone        |
| Marie Ney           | Lady Pennistone        |
| Jack Allen          | Raglan                 |
| Helen Haye          | Lady Witheringham      |
| Cicely Paget-Bowman | Mrs. Hammerbrook       |
| Karel Stepanek      | Radek                  |
| Nicholas Bruce      | Alek                   |

## Productie
De film raakte in opspraak vanwege het grote leeftijdsverschil tussen Robert Taylor en Elizabeth Taylor, die een getrouwd koppel in de film spelen. Robert Taylor was ten tijde van de opnamen 37 jaar oud en Elizabeth slechts 16 jaar. Elizabeth Taylor vertelde in een later interview dat haar tegenspeler bovendien avances naar haar had proberen te maken.
De filmstudio promootte de film destijds als Elizabeth Taylors 'eerste volwassen rol'. 

## Ontvangst
In de Verenigde Staten bracht de film niet genoeg geld in het laatje om winst te maken. De film kreeg destijds wisselvallige reacties van de Nederlandse pers. Recensent van Het Vaderland noemde de film "een typisch symptoom van de invloed der politieke spanningen op de huidige filmproductie, bekwaam geregisseerd door Victor Saville, uiterst spannend en daardoor in haar genre als publieksfilm zeker geslaagd, maar in laatste instantie toch maakwerk dat uit filmisch oogpunt niet boven het middelmatige uitkomt". Ook criticus van Het Parool was overwegend positief: "Er van uitgaande dat Robert Taylor een uiterst beperkt acteur is, kan men zich er over verbazen dat de regie deze middelmatige film toch nog genoeg spanning heeft weten te geven, om de toeschouwers van inslapen te weerhouden."
Recensent van De Telegraaf gaf de film echter een negatieve beoordeling: "Men tracht vergeefs enige waarachtige spanning te ontdekken in deze spionage-geschiedenis, waarin de Engelse zowel als de Russische kant even vaag als onwaarschijnlijk blijft. Als spionage werkelijk zo in zijn werk ging, was het eigenlijk een zaak voor de kinderpolitie." Criticus van Het Vrije Volk noemde de film een "spionage-draak": "Het verhaal doet denken aan de flauwste treinlectuur, de verfilming is navenant. Iedere communistische spion zal zich bij deze film de buik vasthouden van 't lachen."